# Júlio Cesar de Arruda

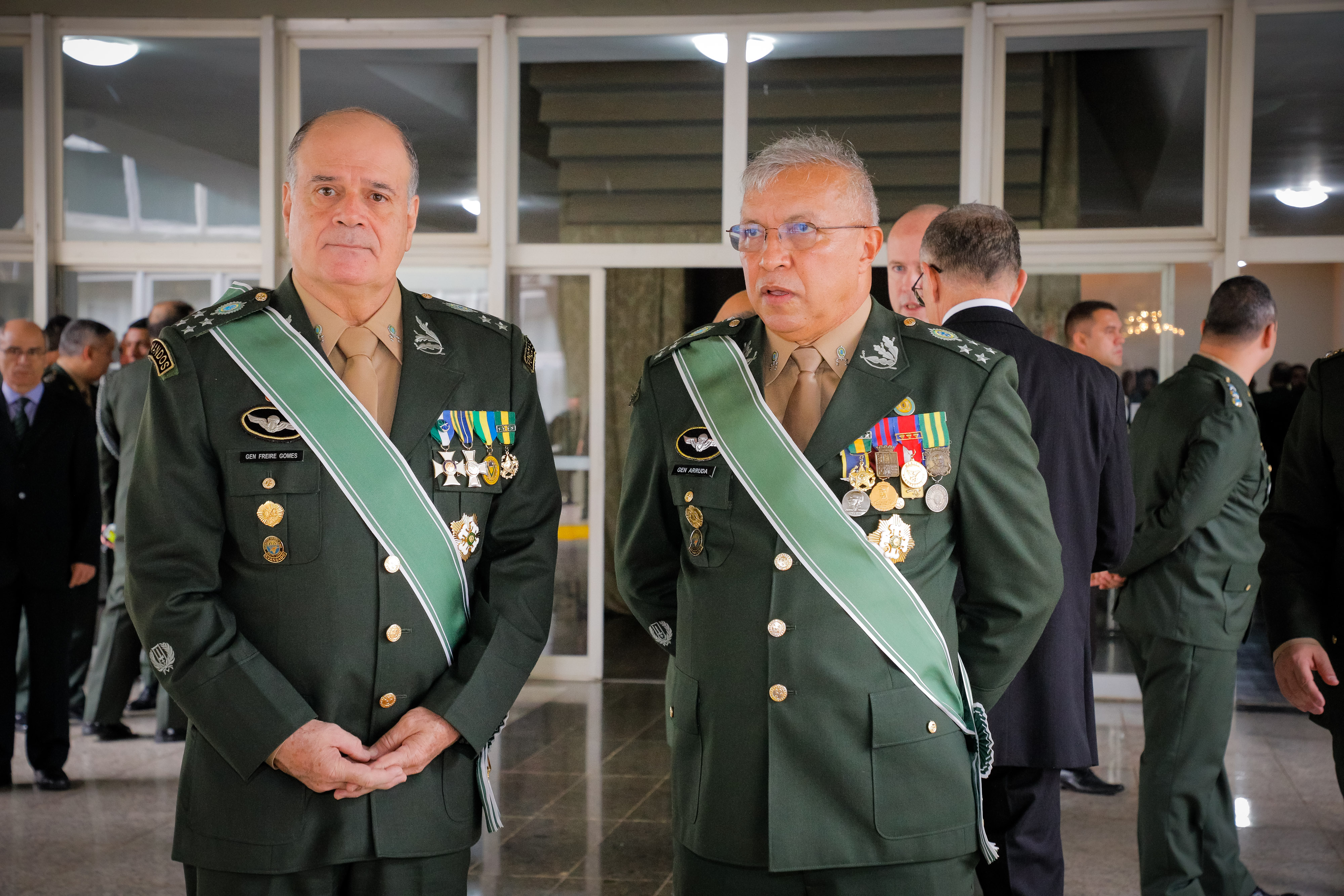
Com o antecessor Freire Gomes durante cerimônia de transferência do cargo em dezembro de 2022.

Júlio César de Arruda (Cuiabá, Mato Grosso, 9 de janeiro de 1959) é um General de Exército brasileiro que foi Comandante do Exército brasileiro entre 30 de dezembro de 2022 e 21 de janeiro de 2023.

## Biografia
O general Júlio César de Arruda nasceu em 9 de janeiro de 1959 em Cuiabá, Mato Grosso e ingressou no exército em 1975.  Dois anos depois, ingressou na Academia Militar das Agulhas Negras.
Na carreira militar, atuou em unidades de engenharia em Itajubá , Rio de Janeiro, Cuiabá e Brasília.
Como tenente-coronel, assessorou a Secretaria de Segurança Institucional da Presidência da República entre 2000 e 2001 e comandou o 1º Batalhão de Forças Especiais em Goiânia, no período de 2005 a 2006. Com a patente de coronel, foi comandante da Escola de Administração do Exército em Salvador e lecionou no Centro de Preparação de Oficiais da Reserva em Itajubá, na Escola de Aperfeiçoamento de Oficiais e na Escola de Comando e Estado-Maior do Exército.
Foi também observador militar da Segunda Missão de Verificação das Nações Unidas em Angola - UNAVEM II e assessor da Cooperação Militar Brasileira no Paraguai. Ele também realizou o curso de contraterrorismo cooperação interagências na Universidade Nacional de Defesa, nos Estados Unidos. 
Como oficial general foi também comandante da Academia Militar das Agulhas Negras, no Rio de Janeiro, comandante de operações especiais, em Goiás, comandante militar do leste e também ocupou diversos outros cargos.

### Comando do Exército Brasileiro
Júlio César de Arruda assumiu o comando do Exército brasileiro ainda sob o governo de Jair Bolsonaro em 30 de dezembro de 2022, substituindo o general de exército Marco Antônio Freire Gomes.  Júlio César de Arruda foi nomeado em coordenação com a equipe de transição do presidente eleito Luiz Inácio Lula da Silva, para que a troca de comando ocorresse antes da posse de Lula.  Ele foi confirmado no cargo de comandante do Exército pelo ministro da defesa de Lula, José Múcio Monteiro em 6 de janeiro de 2023.
Após os Ataques às sedes dos Três Poderes do Brasil em 2023, somando ao fato que o general Arruda insistia em manter a nomeação de um tenente-coronel que respondia à época um processo de caixa 2 (tratava-se do militar Mauro Barbosa Cid, que havia sido ajudante de ordens de Jair Bolsonaro.). Neste sentido, houve a decisão de substituir o então comandante do Exército brasileiro pelo general de exército Tomás Miguel Miné Ribeiro Paiva, ex-ajudante de ordens de Fernando Henrique Cardoso.

## Condecorações[4]
- Medalha Militar de Ouro com Passador de Platina
- Ordem do Mérito Militar – Grã-Cruz
- Ordem do Mérito Aeronáutico – Grande Oficial
- Ordem do Mérito Naval - Grande Oficial
- Ordem do Mérito da Defesa - Grande Oficial
- Ordem do Rio Branco - Grã-Cruz
- Ordem do Mérito Judiciário Militar - Alta Distinção
- Medalha Marechal Hermes Prata com uma Coroa
- Medalha do Mérito Aeroterrestre - Ouro
- Medalha Corpo de Tropa
- Distintivo de Comando Dourado
- Medalha da UNAVEM II – Angola